# 小中英之
小中 英之（こなか ひでゆき、1937年9月12日 - 2001年11月21日）は、歌人。
海軍士官だった父の勤務地・京都府舞鶴市に生まれる。戦後は海上保安庁に勤めた父に従って小樽市、釧路市、江差町と移り住む。北海道江差高等学校卒業後、上京して文化学院文科に入学するも中退。1955年の春より、詩人・俳人の安東次男に師事。1961年、歌誌「短歌人」に入会。斎藤史を慕っての入会だったが、歌誌「原型」を創刊して脱会した動きには同調しなかった。
若くから結核などの病に苦しみ、死と背中合わせの日常の中で作歌を続けた。生前には二冊の歌集しか残さず、歌壇的な交流も少ない孤高の歌人であった。1997年から2000年まで、角川短歌賞選考委員を務めた。2001年11月21日、虚血性心不全にて死去。

## 著書
- わがからんどりえ(新鋭歌人叢書) 角川書店 (1979年)
- 翼鏡 歌集 砂子屋書房 (1981年)
- 過客 歌集 砂子屋書房 (2003年) ISBN 978-4790407027
- 小中英之歌集 (現代短歌文庫 (56)) 砂子屋書房 (2004年) ISBN 978-4790408215
- 小中英之全歌集 佐藤通雅編 砂子屋書房 (2011年) ISBN 978-4790413219

## 代表歌
- 花びらはくれなゐうすく咲き満ちてこずゑの重さはかりがたしも／『わがからんどりえ』
- 氷片にふるるがごとくめざめたり患（や）むこと神にえらばれたるや／『わがからんどりえ』
- 螢田てふ駅に降りたち一分の間（かん）にみたざる虹とあひたり／『翼鏡』
- 鶏ねむる村の東西南北にぼあーんぼあーんと桃の花見ゆ／『翼鏡』